# Gongwon
Gongwon, död 1380, var Koreas drottning 1313-1330 och 1332–1339, gift med kung Chungsuk av Goryeo. 
Vigseln ägde rum 1313, och hon fick titel och ställning som kungens första hustru och drottning. Hon blev mor till tronföljaren 1315. Relationen mellan henne och hennes make beskrivs som mycket god: trots att kungen tvingades gifta sig med två prinsessor ur Yuandynastin av politiska skäl och förvisa henne från hovet och låta henne bo i ett separat palats, besökte han henne ofta i hemlighet av emotionella skäl. Deras relation försämrades när hennes man avsattes 1330 och paret separerade och han förvisade henne till hennes hemby, men de återförenades när han blev kung igen 1332. 
Hon hedrades med ställningen som kungamoder när hennes son besteg tronen 1351. Hon hade en spänd relation med sin son, då hon ogillade hans rådgivare Sin Don, kritiserade hans reformpolitik och bad honom benåda de politiska fångar som gripits för att de motsatte sig denna politik. 
Hennes sonson blev kung 1374. År 1376 bröt sig kungens biologiska mor Ban-Ya in i hennes bostad och krävde att få bli erkänd som kungens mor, vilket ledde till att hon greps och så småningom avrättades. 